# Carl von Wrede (Landrat)
Carl von Wrede (* 22. Mai 1830 in Schloss  Melschede, Sundern (Sauerland); † 25. Juni 1901 in  Münster) war Verwaltungsjurist und Landrat des Kreises Warendorf.

## Leben
Carl von Wrede entstammte als Sohn von Friedrich von Wrede und Philippine von Fürstenberg dem westfälischen Uradel von Wrede. Nach dem Abitur am 16. August 1850 am Gymnasium Paderborn studierte er an den Universitäten Bonn und Berlin Jura und Cameralia. Am 12. Juni 1854 bestand er die Prüfung zum Auskultator beim Appellationsgericht Münster „vorschriftsmäßig“. Die Prüfung zum Regierungs-Referendar bei der Regierung Münster bestand er am 13. Oktober 1857 und leistete seinen Militärdienst als Einjährig-Freiwilliger beim Husaren-Regiment „König Wilhelm I.“ (1. Rheinisches) Nr. 7. Er war Offizier und Regiments-Adjutant im 11. Landwehr-Husaren-Regiment. Am 19. Juni 1854 erhielt er seine Ernennung zum Auskultator beim Appellationsgericht Münster. Nach seiner Ernennung zum Regierungs-Referendar bei der Regierung Münster im Oktober 1857 wurde er am 29. August 1865 mit der kommunalen Verwaltung des Amtes Nottuln beauftragt. Der Kreistag des Kreises Warendorf wählte ihn am 27. September 1866 einstimmig zum 1. Kandidaten für das Amt des Landrats des Kreises Warendorf; seine definitive Ernennung zum Landrat erhielt er am 26. November 1866.
1899 schied er aus Altersgründen aus dem Staatsdienst aus.

## Ehrungen
- Roter Adlerorden IV. Klasse
- Geheimer Regierungsrat